# Madame (chanteuse)
Pour les articles homonymes, voir Madame (homonymie).
Francesca Calearo, dite Madame, née le 16 janvier 2002 à Vicence (Italie), est une auteure-compositrice-interprète et rappeuse italienne. En mars 2021, Madame sort un premier album homonyme. Elle participe aux 71e et 73e Festival de Sanremo avec les chansons Voce et Il bene nel male.

## Biographie
Francesca Calearo est née à Vicence le 16 janvier 2002, et elle grandit à Creazzo,.
En mars 2021, Madame concourt au 71e Festival de Sanremo avec la chanson Voce. Elle devient la première rappeuse à participer à la section principale du concours et est la plus jeune chanteuse parmi les artistes participant au concours 2021,. Pendant le festival, elle fait son coming-out bisexuel. Sa chanson Voce fait partie de son premier album Madame sorti le 19 mars 2021. L'album est précédé par la sortie en janvier 2021 du single Il mio amico en featuring avec le rappeur italien Fabri Fibra.
En 2023, Madame participe à nouveau au Festival de Sanremo avec la chanson Il bene nel male, et y termine à la septième place.

## Discographie

### Album studio
- 2021 : Madame
- 2023 : L'amore

### Singles
- 2018 : Anna
- 2018 : Sciccherie
- 2019 : 17
- 2019 : La promessa dell'anno
- 2020 : Baby
- 2020 : Sentimi
- 2020 : Clito
- 2020 : Il mio amico (feat. Fabri Fibra)
- 2021 : Voce
- 2021 : Marea
- 2022 : Tu mi hai capito (feat. Sfera Ebbasta)
- 2022 : Tu m'as compris (feat. Hatik)
- 2023 : Il bene nel male
- 2023 : Aranciata